# Karol Piasecki (malarz)
Karol Piasecki (ur. 1907 w Łodzi, zm. 25 marca 1963 tamże) – polski malarz pochodzenia żydowskiego.

## Życiorys
Syn Calada i Liby Piaseckich, brat malarza Szymona Piaseckiego. Studiował dwa lata w Instytucie Sztuk Plastycznych we Lwowie, malarstwa uczył się u Romana Sielskiego, a grafiki u Ludwika Tyrowicza. Podczas II wojny światowej przebywał w Związku Socjalistycznych Republik Radzieckich, a następnie powrócił do Łodzi. Razem z Majerem Apelbaumem, Mojżeszem Boruszkiem, Rafaelem Chwolesem, Ireną Molgą, Bolesławem Pacanowskim, Józefem Pasmanikiem i Adamem Muszką należał do efemerycznej grupy artystów „Grupa Ośmiu”, był członkiem łódzkiego oddziału Związku Polskich Artystów Plastyków. Prace Karola Piaseckiego były wystawiane w Łodzi w 1948, 1949, 1955 i na przełomie 1957 i 1958, w Krakowie i Wrocławiu w 1949 i w Warszawie w 1961. W 1956 i 1959 miał wystawy indywidualne w Łodzi. W 1963 w Biurze Wystaw Artystycznych odbyła się wystawa pośmiertna jego prac. 
Został pochowany na cmentarzu komunalnym Doły w Łodzi (kwatera: VB, rząd: 7, grób: 30). 

## Twórczość
Malował portrety, martwe natury i nastrojowe pejzaże, stosował statyczną kompozycję i stłumiony koloryt, w którym dominowały szaro-srebrzyste tony.